# 負傷したフランス軍将校を北米インディアンのトマホークから救うジョンソン将軍
『負傷したフランス軍将校を北米インディアンのトマホークから救うジョンソン将軍』（ふしょうしたフランスぐんしょうこうをほくべいインディアンのトマホークからすくうジョンソンしょうぐん、英: General Johnson Saving a Wounded French Officer from the Tomahawk of a North American Indian）は、ベンジャミン・ウエストによる絵画で、1764年から1768年の間に完成した。ペンシルベニアの住人が目にした情景を描いたこの絵は、その実際の事件後ほどなくして制作された。これはダービー博物館・美術館に所蔵されている。

## 描写
この絵は、1750年代においてフレンチ・インディアン戦争（広義にはイギリス・フランス・インディアン戦争）に関わった三勢力全てを、その当時の視点で描いた点で重要である。この絵では、負傷し打ち負かされ地面に横たわるフランス軍将校ディスカウ男爵に対し、スカルピングしようとする北米インディアンの戦士を、ウィリアム・ジョンソン少将が押し留める様子を描いている。
ウェストは初期のアメリカ人画家である。彼は、粘土と熊の獣脂を混ぜ合わせると絵をどのように描けるか実演したアメリカ先住民の友人から、幼少時に初めて絵の描き方を教わったと述べている。この絵では先住民の姿は詳細であり、その脱毛した頭皮や刺青はヨーロッパ人たちの軍服より詳しく描かれている。ウェストは北米先住民の工芸品類を蒐集し、それらを自らの絵に描き込んだことで知られる。
ベンジャミン・ウェストは、イタリアで3年間を過ごしてから1763年にロンドンへ渡り、この絵に着手したのはその直後のようである。前作となる1761年頃の作品『インディアンの家族』('The Indian Family') と同様に、この絵にも「正確な衣服と装備」を描こうとする意図が見られる。それによりこの絵は、フレンチ・インディアン戦争時におけるイギリス軽歩兵の姿をその当時に描いたものとして知られる2枚の絵のうちの1枚となった。正確性と確実性は、『インディアンの家族』では、先住民の生活を一般的に表現するためのものだった。一方この『負傷したフランス軍将校を…』では、最近の歴史的事件を報告するためのものだった。
この絵の主題およびいくつかの「物質的・抽象的ディテール」には、ナイアガラ砦の戦い（1759年）に近いものが見られるが、一般にはジョージ湖周辺で1755年に行なわれた作戦の最中に起こった出来事とされている。この時、ディスカウ男爵が率いるフランス軍および先住民の同盟軍は、ジョンソンが率いるモーホークおよびニューイングランドの非正規軍と対峙していた。ジョンソンらが駐屯地への襲撃を撃退すると、イギリス軍とその援軍側が優勢となった。ディスカウ男爵は3度負傷したが、殺された血族の復讐を望むモーホーク族からジョンソンによって命を救われた。実際に男爵は生き延び、傷の治療のため捕虜としてニューヨーク、次いでロンドンへ送られた。1763年に七年戦争が終わるとフランスへ送還され、そこで1767年に没した。
ウェストは1771年に発表した『ウルフ将軍の死』で再度アメリカでの戦争を扱った。以前よりかなりの大作となるこの作品は、彼の名声を高めたが、当時の衣装の扱いについて批判も受けた。

## 歴史的背景

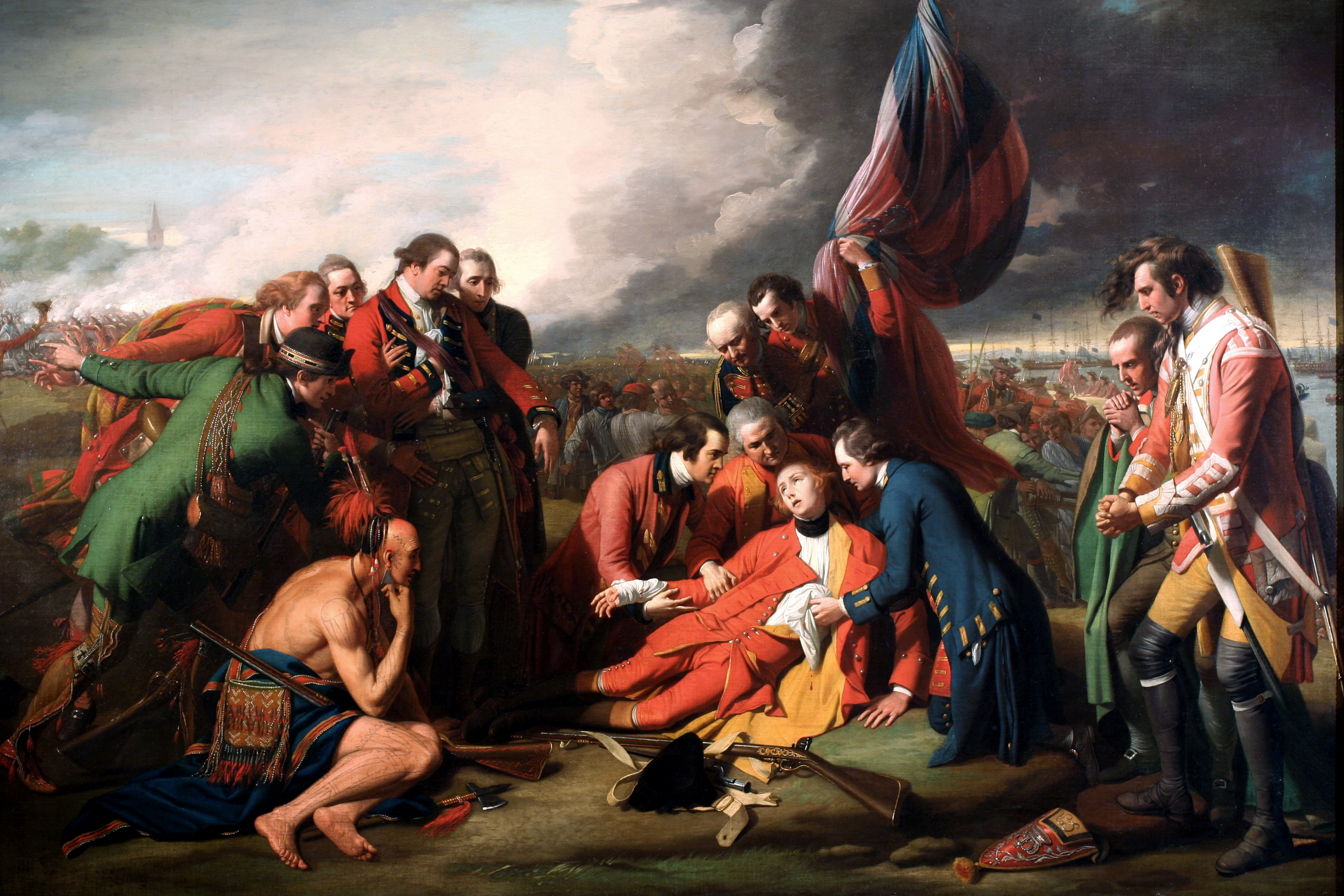
『ウルフ将軍の死』（ベンジャミン・ウエスト、1770年）

味方の攻撃的な振る舞いをジョンソンが制止する様子を描くことで、「野蛮な」残忍さの対比として、「文明化された」道義的規範と戦時国際法を、この絵は強調している。それは、北米での争い全般にわたり、先住民を同盟軍に加えることによってヨーロッパ人たちの間に沸き起こった懸念と議論に関係している。ジョンソンの博愛的な振る舞いは、普段の態度から「白い野蛮人」と呼ばれた彼の評判とは対照的である。
フレンチ・インディアン戦争の初期、まだ若かったジョージ・ワシントンは先住民の首領である Tanaghrisson (Tanacharison) に対し、成ったばかりの同盟の証として、捕虜としたばかりの負傷したフランス軍将校ジョゼフ・クーロン・ド・ジュモンヴィユの頭蓋骨を打ち砕き、その脳漿で手を洗わせた。このジュモンヴィユ事件はヨーロッパでスキャンダルになり、7年戦争の拡大を促した。
同様の問題はアメリカ独立戦争の間、繰り返された。1777年、イギリスの両院は先住民の援軍を利用することについて議論を重ねた。貴族院におけるウィリアム・ピットの演説（11月20日）は、「純朴さ」につけこんだ野蛮な振る舞いとカニバリズムの風習を公然と非難した。これは既に蔓延していたと思われる嫌悪感の現れである。